# 호쿠토코섬

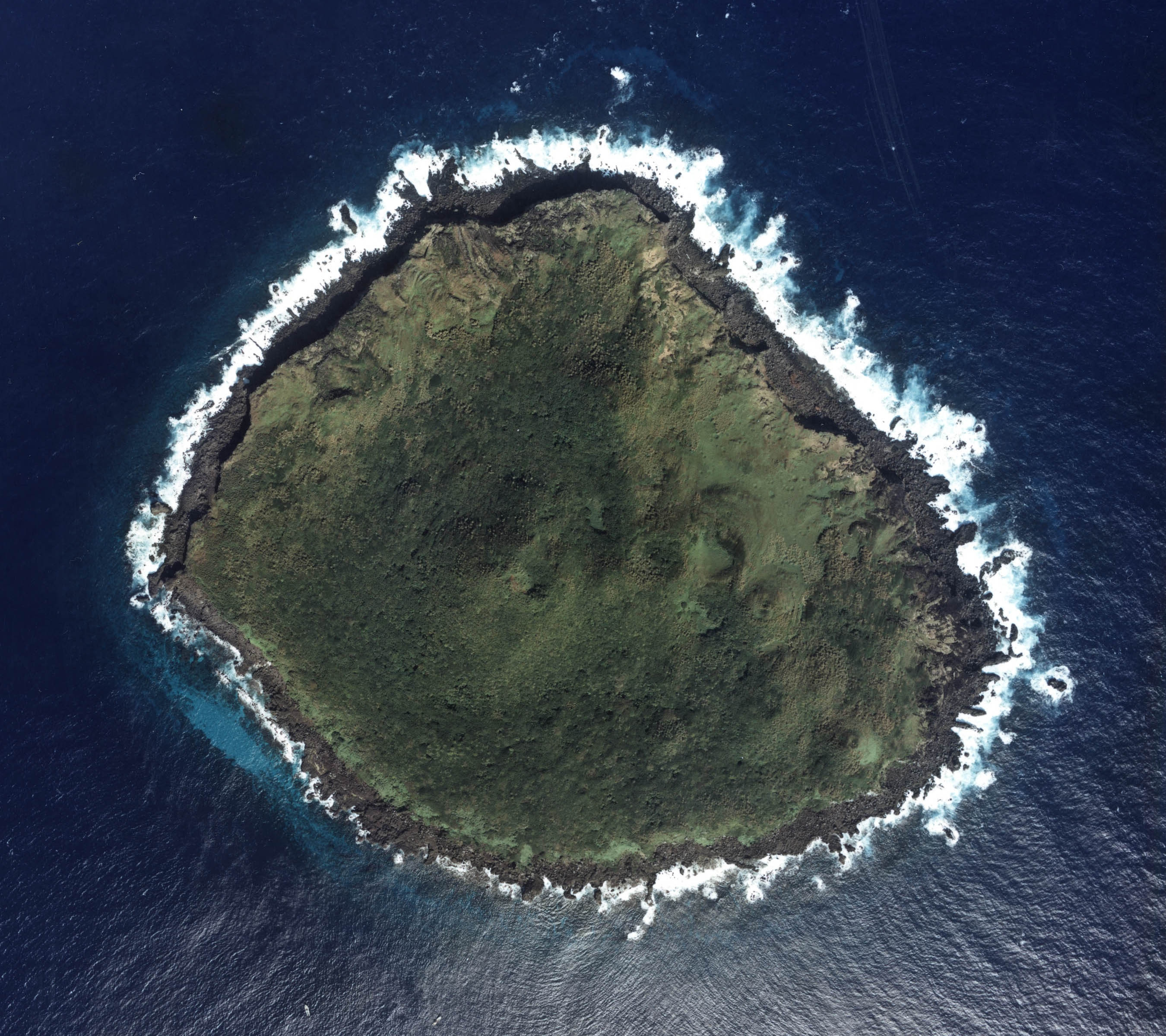
구바 섬(중국명 황웨이 섬)

호쿠토코섬(일본어: 北東小島 호쿠토코지마[*])) 또는 샤후야섬(중국어: 下虎牙岛)은 센카쿠 또는 댜오위다오의 구바섬(중국명: 황웨이섬) 북동쪽에 위치한 무인도이다.